# Läckbergs
Läckbergs är en svensk realityserie på streamingtjänsten Viaplay och TV3, som hade premiär den 1 april 2025. Första säsongen består av åtta avsnitt. Läckbergs produceras av Creative Society med Lotta Dolk som producent och Åsa Rönn som redaktör och bearbetningsproducent. Exekutiv producent på Viaplay Group är Johan Wennberg.

## Handling
Realityserien följer deckarförfattaren Camilla Läckberg och hennes familj.

## Medverkande (i urval)
- Camilla Läckberg
- Simon Sköld